# Comtat d'Avellino
El comtat d'Avellino fou un títol nobiliari del Regne de Nàpols concedit per Ferran el Catòlic el 1456, a Galceran de Requesens i Joan de Soler.
Passà als Cardona-Anglesola, barons de Bellpuig, que més tard es cognomenaren Fernández de Córdoba.